# Возницкий, Борис Григорьевич
Бори́с Григо́рьевич Возни́цкий (укр. Бори́с Григо́рович Возни́цький; 1926—2012) — советский и украинский искусствовед, академик Украинской академии искусств, директор Львовской галереи искусств, президент Украинского национального Комитета международного Совета музеев (ICOM) от ЮНЕСКО. Герой Украины (2005).

## Биография
Родился 16 апреля 1926 года в с. Ульбаров (ныне Нагорное), Дубенский район, Ровенская область, Украина).

### Образование
- Львовское училище прикладного искусства имени Труша (1950—1955).
- Институт живописи, скульптуры и архитектуры, факультет «История и теория искусства» (Ленинград, 1956—1962).

### Деятельность
Во время Великой Отечественной войны с января 1944 года воевал в рядах РККА в должности пулемётчика 322-го стрелкового полка 32-й стрелковой дивизии.
Как музейщик Борис Возницкий начинал свою деятельность в Винниках, где инициировал создание местного историко-краеведческого музея. Во время организации экспедиций в ближние села нашел уникальные вещи, которые теперь хранятся в Винниковском историко-краеведческом музее и в Олесском замке.
В 1960—1962 годах — заместитель директора Музея украинского искусства во Львове. В 1962 году был назначен на должность директора Львовской картинной галереи, которая при нём стала крупнейшим музейным комплексом на Украине.
По инициативе Бориса Возницкого старинные замки Галиции: Олесский, Золочевский, Подгорецкий и Свиржский вошли в состав Львовской галереи искусств. Благодаря Возницкому современникам стало известно имя скульптора Иоганна Пинзеля.
Борис Возницкий основал ряд музеев: Музей искусства старинной украинской книги, музей-усадьбу Шашкевича, Музей «Русалки Днестровой», Костёл Иоанна Крестителя. Он занимался восстановлением оборонительной башни в Пятничанах, сохранением Бернардинского костёла во Львове, реставрацией часовни Боимов. Доктор Honoris causa Варшавской Академии искусств, почётный член Академии искусств Украины.
Почётный гражданин города Львова.
23 мая 2012 года погиб в автокатастрофе в Золочевском районе Львовской области.
Похоронен на Лычаковском кладбище.

### Семья
Дочь Лариса Разинкова-Возницкая — реставратор Львовской галереи искусств, доцент кафедры реставрации ЛНАИ, двое внуков.

## Награды и звания

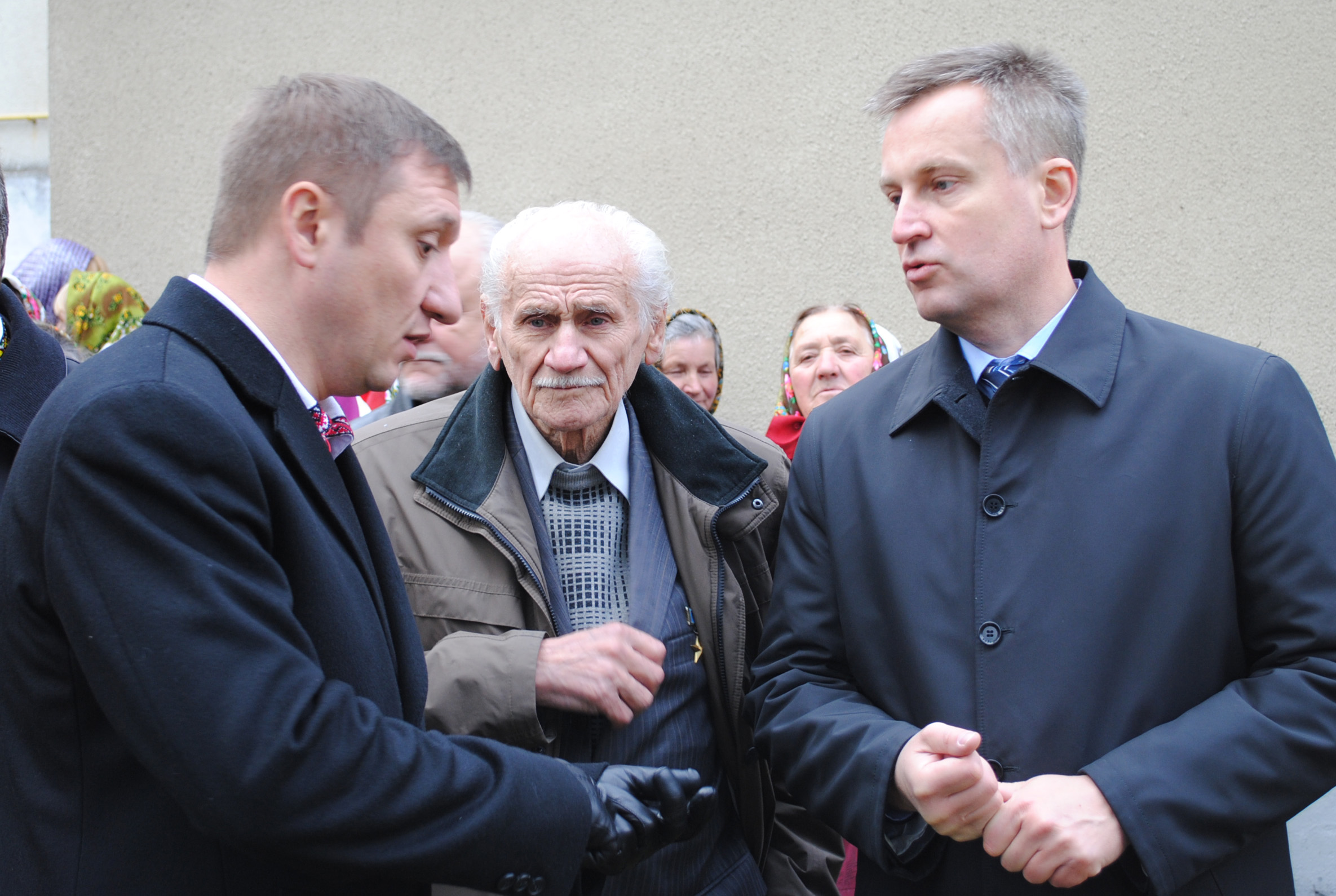
Алексей Кайда, Борис Возницкий и Валентин Наливайченко, 2011 год

- Герой Украины (с вручением ордена Державы), 16 мая 2005[5] — за выдающийся вклад в национальное возрождение Украины, многолетнюю подвижническую деятельность на ниве сохранения и популяризации духовного наследия украинского народа, личные заслуги в развитии музейного дела.
- орден Отечественной войны II степени (6.4.1985)
- медаль «За отвагу» (5.6.1945) — за бои под Клайпедой
- орден «За заслуги» II степени (2001)[6]
- Почётный знак отличия Президента Украины (1996)[7]
- знак отличия Президента Украины — Крест Ивана Мазепы (2010)[8]
- Государственная премии УССР имени Т. Г. Шевченко (1989)
- заслуженный работник культуры УССР (1972).
- знак отличия Президента Украины — юбилейная медаль «20 лет независимости Украины» (19 августа 2011 года)[9]
- Золотая медаль Академии искусств Украины (2006).
- командор Орден Заслуг перед Республикой Польша (Польша, 6 апреля 2004)[10].
- Золотая медаль «За заслуги в культуре Gloria Artis» (Польша, 2006).
- премия имени Я. Кохановского (1990).
- нагрудный знак «За заслуги перед польской культурой» (1984).
- доктор «Honoris causa» Краковской высшей педагогической школы (1998).

## Книги
- Возницький Б. Г. Микола Потоцький староста Канівський та його митці архітектор Бернард Меретин і сницар Іоан Георгій Пінзель. — Львів: «Центр Європи», 2005. — 160 с, 220 іл.
- Возницький Б. Г. Каплиця Боїмів у Львові. Львів, «Каменяр», 1979
- Возницький Б. Г. Олеський замок. — Львів, 1978. — 143 с.